# Szilágyi Dezső-torgets reformerta kyrka

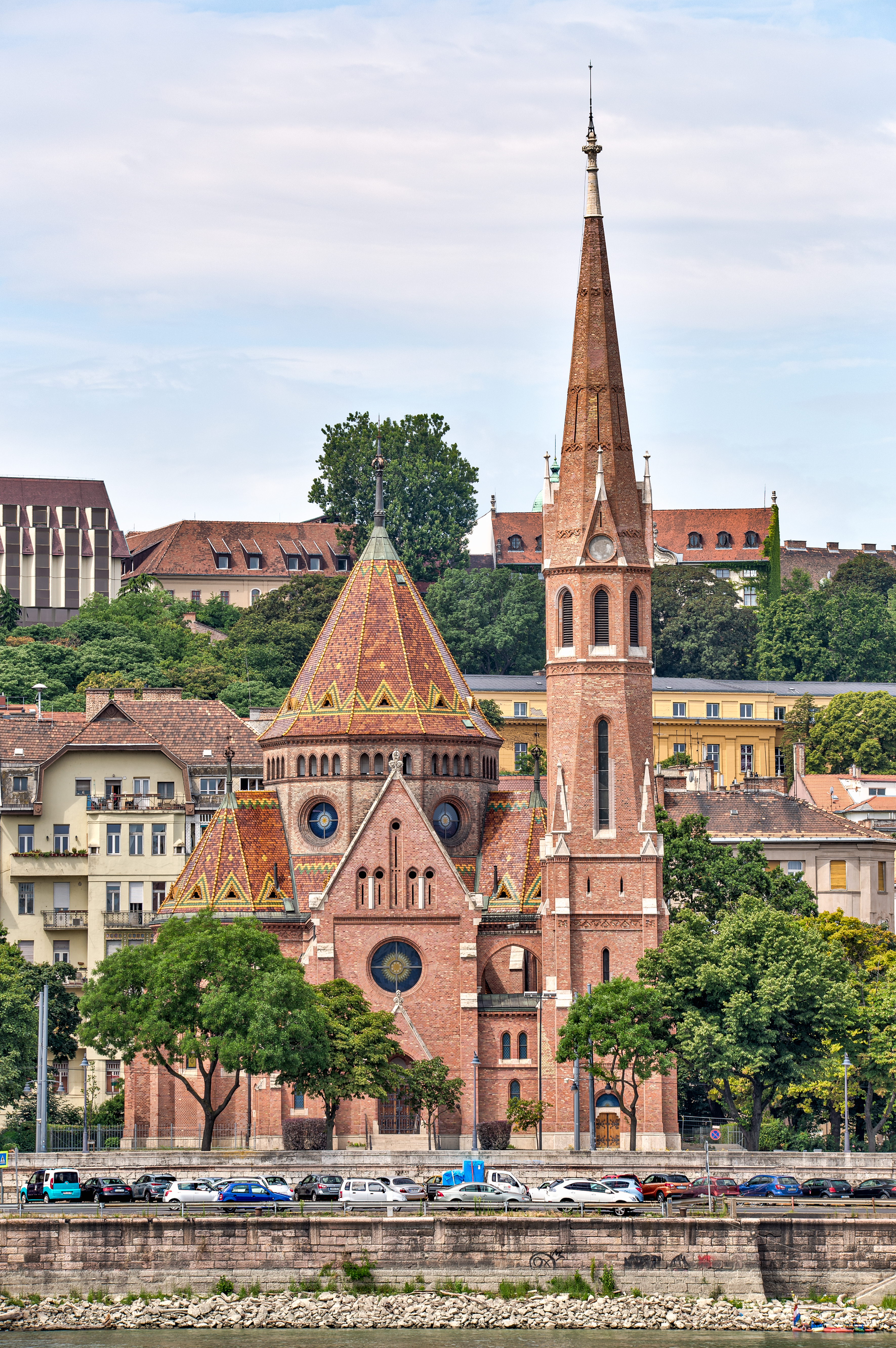
Kyrkan sedd från andra sidan Donau

Szilágyi Dezső-torgets reformerta kyrka är en protestantisk kyrkobyggnad i centrala Budapest, nära Donau. Kyrkan uppfördes 1896 i nygotisk stil i rött tegel efter ritningar av arkitekten Samu Pecz, som också ligger bakom stadens berömda saluhall. Byggnadens tak är täckt av glaserade takpannor i brunt, grönt och gult från Zsolnays porslinsfabrik. Klocktornet är 62 meter högt och rymmer sedan uppförandet fyra kyrkklockor: tre större från stålfabriken i Bochum och en mindre. 
Interiören har ljusa väggar och rikt ljusinsläpp genom flera rosettfönster. Kyrksalen har formen av en pentagon med ett centralt placerat altare.

## Församling
Församlingen, som har verkat i kyrkan sedan uppförandet, är reformert. 